# 華盛頓縣 (阿肯色州)
華盛頓縣（英語：Washington County）是美国阿肯色州西北部的一個縣，西鄰奧克拉荷馬州。面積2,476平方公里。根據2020年美國人口普查，共有人口245,871人。縣治費耶特維爾。該縣成立於1828年10月17日，縣名紀念首任美国总统乔治·华盛顿。